# Joran Swart
Joran Swart (Harderwijk, 6 april 1998) is een Nederlands voetballer die uitkwam voor Go Ahead Eagles. Swart speelt voornamelijk als verdediger of als middenvelder.

## Carrière
In 2007 maakte hij de overstap van zijn jeugdclub VV Zeewolde naar de jeugdopleiding van sc Heerenveen. Na negen jaar bij de Friese club vertrok hij naar PEC Zwolle. Hier speelde hij zijn wedstrijden bij het tweede elftal. In januari 2019 vertrok hij hier nadat een elftal spelers van de belofteploeg moesten vertrekken. Een half jaar later tekende hij een contract op amateurbasis bij Go Ahead Eagles. Na meermaals op de bank te hebben gezeten mocht hij zijn debuut maken in de bekerwedstrijd tegen Almere City FC. De wedstrijd eindigde in een 3-1 overwinning. Nadat de competitie stil kwam te liggen in 2020, tekende hij in 2021 bij ONS Sneek. 

### Carrièrestatistieken
| Seizoen                      | Club            | Land            | Competitie      | Competitie | Competitie | Beker | Beker | Internationaal | Internationaal | Overig | Overig | Totaal | Totaal |
| Seizoen                      | Club            | Land            | Competitie      | Wed.       | Dlp.       | Wed.  | Dlp.  | Wed.           | Dlp.           | Wed.   | Dlp.   | Wed.   | Dlp.   |
| ---------------------------- | --------------- | --------------- | --------------- | ---------- | ---------- | ----- | ----- | -------------- | -------------- | ------ | ------ | ------ | ------ |
| 2017/18                      | PEC Zwolle      | Nederland       | Eredivisie      | 0          | 0          | 0     | 0     | 0              | 0              | 0      | 0      | 0      | 0      |
| 2019/20                      | Go Ahead Eagles | Nederland       | Eerste divisie  | 5          | 0          | 2     | 0     | 0              | 0              | 0      | 0      | 7      | 0      |
| Carrière totaal              | Carrière totaal | Carrière totaal | Carrière totaal | 5          | 0          | 2     | 0     | 0              | 0              | 0      | 0      | 7      | 0      |
| Bijgewerkt tot 31 Maart 2020 |                 |                 |                 |            |            |       |       |                |                |        |        |        |        |